# Никласс, Александр Улдисович

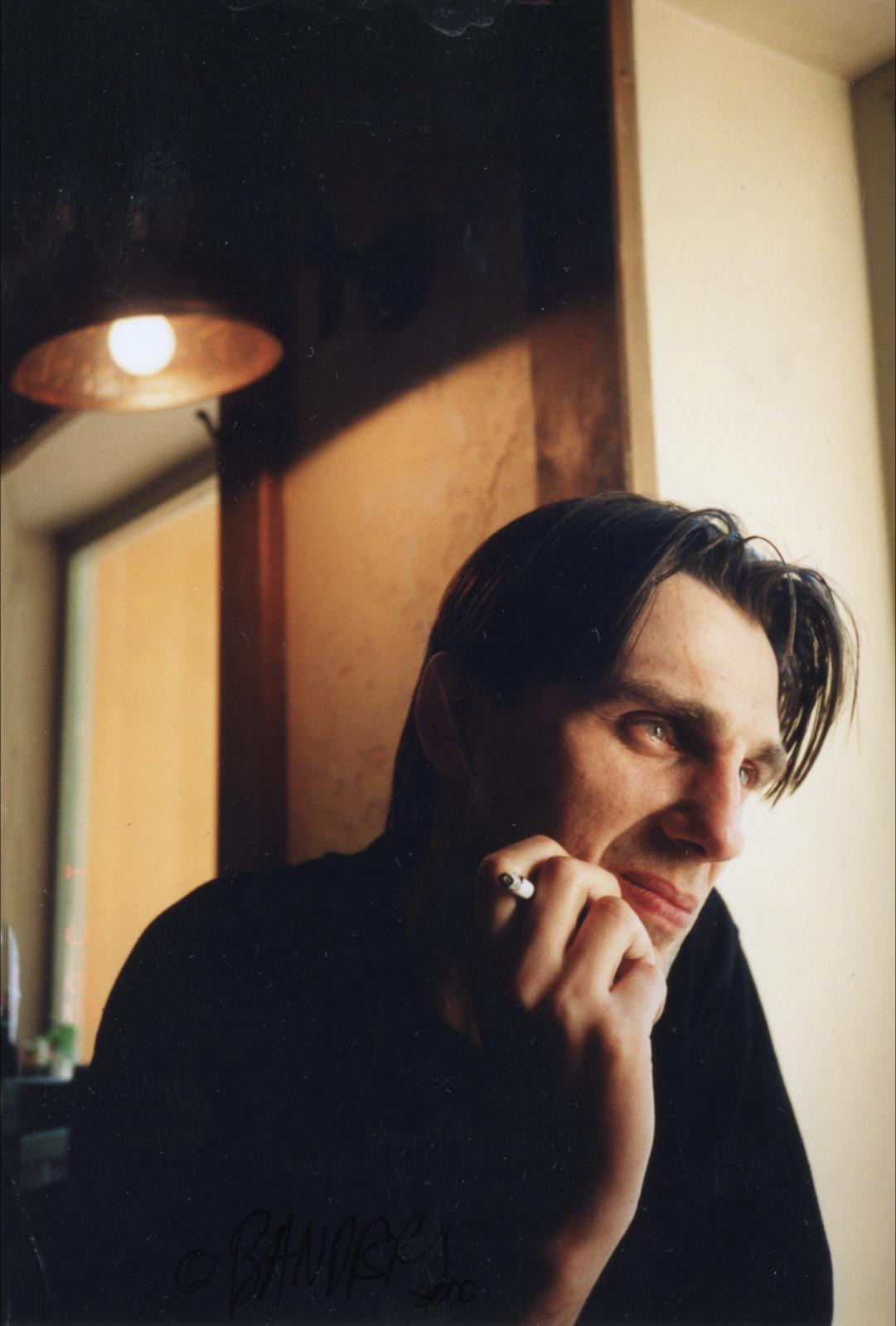
Aleksandrs Niklass

Александр Улдисович Никласс (латыш. Aleksandrs Niklass; 1970 — умер 22 октября 2017, Рига) — латвийский журналист.
В возрасте 24 лет был назначен руководителем службы новостей газеты «Бизнес & Балтия».
В молодости выступал как поэт и прозаик, в 1997 году вместе с Андреем Левкиным редактировал журнал «Родник».
Работал в редакциях многих латвийских газет.
C 1998 года был редактором новостей информационного агентства LETA. Позже занимал должность советника министра экономики Айнарса Шлесерса и мэра Вентспилса Айварса Лембергса.
Был главой правления и владельцем предприятия «Komunikāciju vadība un Konsultācijas».
Придерживался социал-демократических взглядов и поддержал Партию народного согласия личными пожертвованиями в 2009 году на общую сумму 11 700 латов (16 648 евро).
22 октября 2017 найден мертвым в своей квартире.